# 1990 في النرويج
فيما يلي قوائم الأحداث التي وقعت خلال عام 1990 في النرويج.

## سياسة

### تعيين في المنصب
- 1 يناير – جان بيتر راسموسن Mayor of Eigersund ‏.
- 3 نوفمبر – ألف إي. ياكوبسن عضو برلمان النرويج  [لغات أخرى]‏.
- 3 نوفمبر – ثورفالد ستولتنبرغ وزير الخارجية في النرويج.
- 3 نوفمبر – غرو هارلم برونتلاند رئيس وزراء النرويج.
- 3 نوفمبر – فين كريستنسن Minister of Energy (Norway) [الإنجليزية]‏.
- 3 نوفمبر – يوهان يورغن هولست وزير الدفاع [الإنجليزية]‏.

### انتهاء فترة المنصب
- 3 نوفمبر – جون جيه. ياكوبسن Minister of Local Government and Regional Development [الإنجليزية]‏.
- 3 نوفمبر – شيل ماغنه بونديفيك وزير الخارجية في النرويج.
- 21 ديسمبر – هاري جنسن عضو برلمان النرويج  [لغات أخرى]‏.

## رياضة
- 1 يناير – الدوري النرويجي الممتاز 1990 الفائز نادي روسنبورغ.
- 1 يناير – دوري كرة القدم النرويجي الدرجة الأولى 1990 الفائز نادي سوغندال لكرة القدم.
- 1 يناير – كأس النرويج 1990 الفائز نادي روسنبورغ.

## ظهور
- 1 يناير – بلاك ميتال سمفوني

## مواليد

### يناير
- 1 يناير – شارلوته دوس سانتوس
- 1 يناير – منى برنتسن راقصة نرويجية.
- 10 يناير – أمين النوري لاعب كرة قدم نرويجي.
- 12 يناير – صبري خطاب لاعب كرة قدم نرويجي.

### فبراير
- 6 فبراير – فردريك سامب لاعب كرة قدم نرويجي.
- 14 فبراير – آجاما داياموندا لاعب كرة قدم نرويجي.
- 14 فبراير – كيتيل بورش مُجدّف نرويجي.
- 15 فبراير – أنديرس كارلسن لاعب كرة قدم نرويجي.

### مارس
- 6 مارس – لين هاوغ متزلجة نرويجية.
- 9 مارس – بينديك باي لاعب كرة قدم نرويجي.
- 17 مارس – أنديرس كريستيانسن لاعب كرة قدم نرويجي.
- 28 مارس – مايا ياكوبسن لاعبة كرة يد نرويجية.

### مايو
- 2 مايو – توماس كريستنسن لاعب كرة يد نرويجي.
- 9 مايو – هان ليلاند

### يونيو
- 2 يونيو – جون لودفيغ همر لاعب شطرنج نرويجي.
- 4 يونيو – غوران سورهيم لاعب كرة يد نرويجي.
- 8 يونيو – ماركوس بيدرسن لاعب كرة قدم نرويجي.
- 14 يونيو – كارولين بييركيلي غروفدال
- 16 يونيو – سنا سولبرغ لاعبة كرة يد نرويجية.
- 16 يونيو – سولي سولبرغ لاعبة كرة يد نرويجية.
- 20 يونيو – إسيلين سولهيم
- 21 يونيو – هوفار نورتفايت لاعب كرة قدم نرويجي.

### يوليو
- 10 يوليو – فيرونيكا كريستيانسن لاعبة كرة يد نرويجية.
- 18 يوليو – اندريس كونرادسين لاعب كرة قدم نرويجي.
- 22 يوليو – كينيث دي فيتا جنسن لاعب كرة قدم نرويجي.
- 23 يوليو – داغني مغنية نرويجية.
- 25 يوليو – ستيفان ستراندبيرج لاعب كرة قدم نرويجي.

### أغسطس
- 6 أغسطس – إرل هارستاد متزلجة فنية نرويجية.
- 8 أغسطس – ماري موليد لاعبة كرة يد نرويجية.
- 8 أغسطس – ماغنوس فولف أيكريم لاعب كرة قدم نرويجي.
- 20 أغسطس – أودون بريك فلوتن درّاج طريق نرويجي.

### سبتمبر
- 6 سبتمبر – هنريك هولم لاعب هوكي جليد نرويجي.
- 11 سبتمبر – يو إينغه برغه لاعب كرة قدم نرويجي.
- 14 سبتمبر – أيفيند هينركسن منافِس أوليمبي نرويجي.
- 14 سبتمبر – سيسيلي بيدرسون لاعبة كرة قدم نرويجية.
- 20 سبتمبر – مارتا توماتش لاعبة كرة يد نرويجية.

### أكتوبر
- 2 أكتوبر – ميكل ديسكيرود لاعب كرة قدم.
- 23 أكتوبر – غيرموند براتن متزلج نرويجي.
- 24 أكتوبر – هيغ هانسن لاعبة كرة قدم نرويجية.
- 30 أكتوبر – إميل دال لاعب كرة قدم نرويجي.

### نوفمبر
- 12 نوفمبر – هارميت سينغ لاعب كرة قدم نرويجي.
- 14 نوفمبر – ماتيس بولي لاعب كرة قدم إيفواري.
- 27 نوفمبر – ميت هنرييت
- 30 نوفمبر – ماغنوس كارلسن لاعب شطرنج نرويجي.

## وفيات

### يناير
- 17 يناير – أندرياس أولي (مواليد 1897) محامي نرويجي.

### فبراير
- 12 فبراير – إرلينغ إنغر (مواليد 1899) رسام نرويجي.
- 28 فبراير – كاميلا كارلسون (مواليد 1930)

### مايو
- 15 مايو – سفيري بي. هامر (مواليد 1918)

### يونيو
- 27 يونيو – ماري بيدرسن (مواليد 1893) كاتبة نرويجية.

### يوليو
- 1 يوليو – كارل كريستيانسن (مواليد 1909) مجدف نرويجي.
- 9 يوليو – راجنار اولسن (مواليد 1914) منافِس أوليمبي نرويجي.

### أغسطس
- 1 أغسطس – روار بيرثيلسن (مواليد 1934) منافِس أوليمبي نرويجي.

### أكتوبر
- 21 أكتوبر – يوجين هاوغلاند (مواليد 1912)
- 26 أكتوبر – آرنه داهل (مواليد 1894)

### نوفمبر
- 5 نوفمبر – أوفيفين بريبي (مواليد 1917) ملاكم نرويجي.